# Ütős Ötös
Az Ütős ötös egy családi vetélkedő, amely az amerikai Celebrity Family Feud cimű műsoron alapszik. A műsor 2023. április 3-án indult a TV2-n.

## Története
2022. október 20-án Fischer Gábor, a TV2 Csoport programigazgatója, a Big Picture konferencián bejelentette, hogy hamarosan egy családi vetélkedőt indít a csatorna, és ebből a hírből derült ki az is, hogy eredetileg a műsorvezető Stohl András lett volna. 2023. március 3-án Fischer Gábor a SorozatWiki Podcast-ban bejelentette, hogy a műsor magyar cime "Ütős ötös" lett.  A műsor indulási időpontját 2023. március 16-án jelentették be.

## A műsor menete
A műsorban két, 5 fős csapat küzd a győzelemért. A kérdések nem klasszikus kvíz kérdések, nem tudásalapúak, a játékosoknak inkább arra kell ráérezniük, hogy gondolkodnak az emberek. A készítők közvélemény-kutató cég segítségével, 100 főre levetített „mini Magyarországot”, egy reprezentatív mintát hoztak létre. A megkérdezetteknek ugyanazokat a kérdéseket tették fel, a játékosok feladata pedig az, hogy kitalálják, mik lehettek a leggyakoribb válaszok. A játék 5 szakaszból áll, ám a mindent eldöntő utolsó fordulóba, vagyis a végjátékba csupán egy csapat juthat be. Esélyt kapva, hogy megszerezze akár a maximális nyereményt, a 10 millió forintot. Az Ütős Ötös attól is roppant érdekes, hogy a közeli hozzátartozóknak köszönhetően olyan történetek is előkerülnek a hírességekről, amelyeken még ők maguk is meglepődnek és jót derülnek.

## Epizódok
| Évad | Évad | Részek száma | Részek száma | Eredeti sugárzás | Eredeti sugárzás | Eredeti adó |
| Évad | Évad | Részek száma | Részek száma | Évadbemutató     | Évadzáró         | Eredeti adó |
| ---- | ---- | ------------ | ------------ | ---------------- | ---------------- | ----------- |
|      | 1.   | 25           | 25           | 2023. április 3. | 2023. május 5.   |             |

## Sztárvendégei
| Adás | Vendég                                                        | Vendég                           |
| Adás | 1. évad                                                       | 1. évad                          |
| ---- | ------------------------------------------------------------- | -------------------------------- |
| 1.   | Sydney van den Bosch                                          | Cooky és Szécsi Debóra           |
| 2.   | Pásztor Anna és Papp Szabolcs                                 | Varga Viktor                     |
| 3.   | Família Kft. színészei                                        | TV2 műsorvezetői                 |
| 4.   | Nemazalány                                                    | Nagy Feró                        |
| 5.   | Farm VIP 2. évadának szereplői                                | VALMAR és Bruno & Spacc          |
| 6.   | Irigy Hónaljmirigy                                            | Retro sztárok                    |
| 7.   | Schmuck Andor                                                 | Király Peti                      |
| 8.   | Bódi Csabi                                                    | Visváder Tamás és Palácsik Lilla |
| 9.   | Som-Balogh Edina                                              | Békefi Viktória és Ya Ou         |
| 10.  | Sztárban sztár leszek! 2. évadának szereplői                  | Gáspárék                         |
| 11.  | Hevesi Kriszta és Hevesi Tamás                                | Csuti                            |
| 12.  | Vastag Csaba és Vastag Tamás                                  | Delhusa Gjon                     |
| 13.  | Exatlon Hungary bajnokai                                      | Dancing with the Stars táncosai  |
| 14.  | Oláh Gergő                                                    | Szögeczki Ági                    |
| 15.  | Nyertes Zsuzsa és Straub Dezső                                | Dumaszínház humoristái           |
| 16.  | Bódi Sylvi                                                    | Szandi és Bogdán Csaba           |
| 17.  | Trokán Péter, Papadimitriu Athina, Trokán Anna és Trokán Nóra | Kovácsovics Fruzsina             |
| 18.  | Wolf Kati és Wolf Péter                                       | Szécsi Zoltán                    |
| 19.  | Kiszel Tünde és Hunyadi Donatella                             | Fresh Andi                       |
| 20.  | Jóban Rosszban színészei                                      | Barátok közt színészei           |
| 21.  | Zoltán Erika, Kátai Róbert és DR BRS                          | Berki Mazsi                      |
| 22.  | Nyári Károly                                                  | Musical színészek                |
| 23.  | Mészáros Árpád Zsolt                                          | Sáfrány Emese és Inti            |
| 24.  | Győrfi Pál                                                    | Détár Enikő                      |
| 25.  | Erdélyi Mónika                                                | Szabó Ádám                       |